# Burn (álbum)
Burn é o oitavo álbum de estúdio da banda de hard rock britânica Deep Purple. Foi gravado em Montreux, Suíça em novembro de 1973 com a Rolling Stones Mobile Studio, e lançado em 15 de fevereiro de 1974.

## Gravação e lançamento
O grupo introduziu o vocalista David Coverdale e o baixista e vocalista Glenn Hughes do Trapeze, substituindo Ian Gillan e Roger Glover. Este foi o primeiro álbum do Deep Purple com a formação Mk III. Com a adição de Coverdale e Hughes, o som hard rock tornou-se mais orientada ao boogie, incorporando elementos de soul e funk que se tornaria muito mais proeminente no seguimento do álbum, Stormbringer.
"Coronarias Redig" foi gravada durante as sessões, mas não foi incluída no álbum, aparecendo apenas como lado B do single "Might Just Take Your Life". Em 2004, a canção aparece como uma faixa bônus (em forma remixada) na edição do trigésimo aniversário do álbum.
"Might Just Take Your Life"/"Coronarias Redig" foi o primeiro single britânico em dois anos. Lançado em 12 de fevereiro, três dias antes do álbum.
Incomum naquele tempo, o álbum foi anunciado na televisão britânica na época de seu lançamento.
| Críticas profissionais                                                      | Críticas profissionais |
| Avaliações da crítica                                                       | Avaliações da crítica  |
| Fonte                                                                       | Avaliação              |
| --------------------------------------------------------------------------- | ---------------------- |
| allmusic                                                                    | [ 1 ]                  |
| Rolling Stone                                                               | (unfavourable)         |
| Robert Christgau                                                            | (C+)                   |
| Esta tabela precisa de ser acompanhada por texto em prosa. Consulte o guia. |                        |

## Faixas
Todas as canções escritas por Ritchie Blackmore, David Coverdale, Jon Lord e Ian Paice exceto os anotados.

### Lado um
1. "Burn"  – 6:04
2. "Might Just Take Your Life" – 4:36
3. "Lay Down, Stay Down" – 4:15
4. "Sail Away" (Blackmore, Coverdale) – 5:48

### Lado dois
1. "You Fool No One" – 4:47
2. "What's Goin' On Here" – 4:55
3. "Mistreated" (Blackmore, Coverdale) – 7:25
4. "'A' 200'' (Blackmore, Lord, Paice) – 4:05

### Faixas bônus do trigésimo aniversário
1. "Coronarias Redig" (single b-side 2004 remix) (Blackmore, Lord, Paice) – 5:30
2. "Burn" (2004 remix) – 6:00
3. "Mistreated" (2004 remix) (Blackmore, Coverdale) – 7:28
4. "You Fool No One" (2004 remix) – 4:57
5. "Sail Away" (2004 remix) (Blackmore, Coverdale) – 5:37

Glenn Hughes participou na composição, mas não foi dado o devido crédito a obrigações contratuais em curso. No entanto, na edição do 30º aniversário do álbum, Hughes foi incluído nos créditos para todas as faixas, exceto "Sail Away" e "Mistreated".

## Créditos
- David Coverdale - vocal principal
- Ritchie Blackmore - guitarra
- Glenn Hughes - baixo, vocal
- Jon Lord - teclados
- Ian Paice - bateria

### Créditos adicionais
- Rolling Stones Mobile Studio - gravado em Montreux, Suíça
- Álbum concebido e produzido por Deep Purple.
- Engenheiro – Martin Birch
- Assistente – Tipani, George e Paul
- Mixado por Martin Birch e Deep Purple
- Remixados por Matthew Tait no Metropolis Studios, Londres
- Digitalmente masterizado e remasterizado por Peter Mew na Abbey Road Studios, Londres
- Produtor executivo - Tony Edwards
- Fotografia – Fin Costello